# Svenskt Kött
Svenskt Kött är en branschorganisation som ägs av Lantbrukarnas Riksförbund, Svenska Köttföretagen, Sveriges nötköttsproducenter, Sveriges grisföretagare och Svenska fåravelsförbundet. Branschorganisationen bildades i mars 2010. Tidigare fanns Svensk Köttinformation AB, grundat 1983, och fyllde Svenskt kötts funktion..
Organisationen agerar informatör om nyttan med att konsumera svenskproducerade köttprodukter. De arbetar även aktivt med att skapa opinion och delta i debatter gällande köttproduktion. Opinionsfrågor som organisationen arbetar med är bland annat offentlig upphandling, kött och klimat och antibiotikaresistens.
Organisationen ägde fram till december 2016 en ursprungsmärkning, Svensk kött, som visade för konsumenter att köttprodukter kommer från djur födda, uppfödda och slaktade i Sverige. Märkningen ersattes januari 2017 av den frivilliga ursprungsmärkningen Kött från Sverige, som hanteras av Svenskmärkning AB, som administrerar allt som har med märkningen att göra. Märket Kött från Sverige kompletteras med märkningen Från Sverige som gäller för alla andra livsmedel, råvaror och växter med svenskt ursprung. 
VD sedan 2017 är Elisabet Qvarford.